# Ernst Hintze
Ernst Hintze (* 20. April 1893 in Freyburg an der Unstrut; † 18. April 1965 in Berlin) war ein deutscher Chordirektor und Kapellmeister.

## Leben
Ernst Hintze wurde 1893 in Freyburg an der Unstrut in der preußischen Provinz Sachsen geboren. Er besuchte das Königliche Konservatorium Dresden, das er 1919 verließ. 1920 trat er als Korrepetitor in die Sächsische Staatsoper Dresden ein. 1925 wurde er stellvertretender Chordirektor. Er übernahm sodann die Choreinstudierung in der Uraufführung der Oper Doktor Faust von Ferruccio Busoni. Die musikalische Leitung hatte Generalmusikdirektor Fritz Busch inne, der Hintze fördern sollte. Nach dem Tod von Karl Maria Pembaur 1939 wurde er selbst Chordirektor (bis 1961). Zu seinen Bühnenleistungen gehörten u. a. Die Liebe der Danae von Richard Strauss und Amphitryon von Robert Oboussier sowie Antigonae, Der Mond und Carmina Burana von Carl Orff.
Darüber hinaus war er von 1939 bis 1945 gemeinsam mit Kurt Striegler, Karl Böhm und Karl Elmendorff Liedermeister/künstlerischer Leiter des Dresdner Lehrergesangvereins, der heutigen Singakademie Dresden.
Er war Lehrer an der Orchesterschule der Staatsoper Dresden (OSK) und Leiter der Dirigentenklasse der Hochschule für Musik Carl Maria von Weber Dresden. Hintze kooperierte an der OSK mit einem „Vorbereitungs-Orchester“, studierte Aufführungen ein und leitete selbige. Zu seinen Schülern, darunter mehrere nachmalige Chorleiter, gehörten u. a. Franz Herzog, Wolfgang Hocke, Wolfram Jacobi, Herbert Kegel, Rolf Kleinert, Thomas Müller, Hans-Dieter Pflüger, Andreas Pieske, Rolf Reuter, Peter Schreier, Wolfgang Strauß, Siegfried Völkel und Gerhart Wüstner.
Anlässlich seiner 40-jährigen Zugehörigkeit zum Haus wurde er 1960 Ehrenmitglied der Staatsoper.
Nach seinem Tod 1965 wurde er auf dem Urnenhain Tolkewitz in Dresden beigesetzt.